# Congelació
|  | Per a altres significats, vegeu «Congelació (desambiguació)». |

La congelació (congelatio en terminologia mèdica), és una condició mèdica on hi ha un dany localitzat a la pell i altres teixits biològics degut al fred extrem. La congelació és més probable que passi en les parts del cos més allunyades del cor i aquelles amb zones més exposades més extenses.
Les persones que estan exposades a temperatures baixes durant períodes prolongats, com ara els entusiastes dels esports d'hivern, el personal militar i les persones sense sostre, corren el risc més gran. Altres factors de risc inclouen beure alcohol, fumar, problemes de salut mental, determinats medicaments i lesions prèvies a causa del refredat. El mecanisme subjacent implica lesions per cristalls de gel i coàguls de sang en petits vasos sanguinis després de la descongelació. El diagnòstic es basa en els símptomes. La gravetat es pot dividir en superficial (1r i 2n grau) o profunda (3r i 4t grau). Un escaneig òssi o un MRI poden ajudar a determinar l'abast de la lesió.

## Classificació
Hi ha diverses classificacions pel dany als teixits pel fred extrem incloent:
- Congelació superficial. Refredament superficial dels teixits sense destrucció cel·lular.[5]
- Penellons. Úlceres superficials de la pell que ocorren quan un individu predisposat és repetidament exposat al fred.
- Congelació. Destrucció del teixit.

## Estadis
A o per sota dels 0 °C (32 °F), els vasos sanguinis prop de la pell comencen a contraure's, i la sang és desviada de les extremitats via l'accció dels cossos glomus de la dermis (implicats en la termoregulació). La mateixa resposta pot ser el resultat de l'exposició a vents forts. Aquesta contracció ajuda a conservar la temperatura central del cos. Amb un fred extrem, o quan el cos resta exposat al fred per una llarg període, aquesta estratègia protectora pot reduir el flux de sang en algunes ones del cos a nivells perillosament baixos. Aquesta manca de sang porta a un eventual congelació i la mort dels teixits de la pell en les zones afectades. Hi ha quatre graus de congelació. Cadascun d'aquests graus té diversos graus de dolor.
- Primer grau o de congelació superficial, al principi només hi a picor i dolor i després la pell queda entumida.
- Segon grau, si continua la congelació, la pell queda congelada i endurida però els teixits profunds no queden afectats. Es fan butllofes d'1 a 2 dies després de la congelació.
- Tercer i quart grau, si la zona segueix congelant-se hi ha una congelació profunda. Es congelen els músculs, tendons, vasos sanguinis i nervis. La pell s'endureix i se sent cerosa i l'ús d'aquestes zones es perd temporalment i, en casos severs, permanentment. Es perd la sensibilitat de la zona. Pot resultar en l'amputació dels dits de mans i de peus si presenten gangrena.

.

## Causes

### Factors de risc
El principal factor de risc de congelació és l'exposició al fred per geografia, ocupació i/o recreació. La roba i el refugi inadequats són els principals factors de risc. La congelació és més probable quan la capacitat del cos per produir o retenir calor es veu afectada. Els factors físics, de comportament i ambientals poden contribuir al desenvolupament de la congelació. La immobilitat i l'estrès físic (com la desnutrició o la deshidratació) també són factors de risc. Hi contribueixen els trastorns i les substàncies que perjudiquen la circulació, com ara diabetis, fenomen de Raynaud, tabac i alcohol. Les persones sense llar i les persones amb algunes malalties mentals poden tenir un risc més elevat.

## Mecanisme

### Congelació
En les congelacions, el refredament del cos provoca l'estrenyiment dels vasos sanguinis (vasoconstricció). Exposició prolongada a temperatures inferiors a −2 °C pot provocar la formació de cristalls de gel als teixits, i l'exposició prolongada a temperatures inferiors a -4 °C pot provocar la formació de cristalls de gel a la sang. Els cristalls de gel poden danyar els petits vasos sanguinis al lloc de la lesió. Normalment, l'exposició prolongada a temperatures inferiors a -0,55 °C pot provocar congelacions.

### Reescalfament
El reescalfament causa danys als teixits a través de la lesió de reperfusió, que implica vasodilatació, inflor (edema) i un flux sanguini deficient (estasi). L'agregació plaquetària és un altre possible mecanisme de lesió. Les butllofes i l'espasme dels vasos sanguinis (vasospasme) es poden desenvolupar després del reescalfament.

### Lesió per fred no congelant
El procés de congelació difereix del procés de lesió per fred no congelant (NFCI). En NFCI, la temperatura del teixit disminueix gradualment. Aquesta disminució més lenta de la temperatura permet que el cos intenti compensar mitjançant cicles alternatius de tancament i obertura de vasos sanguinis (vasoconstricció i vasodilatació). Si aquest procés continua, els mastòcits inflamatoris actuen a la zona. Es formen petits coàguls (microtrombos) que poden tallar la sang a la zona afectada (coneguda com a isquèmia) i danyar les fibres nervioses. El reescalfament provoca una sèrie de substàncies químiques inflamatòries com les prostaglandines per augmentar la coagulació localitzada.

### Fisiopatologia
El mecanisme patològic pel qual la congelació provoca lesions del teixit corporal es pot caracteritzar per quatre etapes: precongelació, congelació-descongelació, estasi vascular i fase isquèmica tardana.
1. Fase de precongelació: implica el refredament dels teixits sense formació de cristalls de gel.[12]
2. Fase de congelació-descongelació: es formen cristalls de gel, provocant danys cel·lulars i mort.[12]
3. Fase d'estasi vascular: marcada per la coagulació de la sang o la fuita de sang dels vasos.[12]
4. Fase isquèmica tardana: caracteritzada per esdeveniments inflamatoris, isquèmia i mort dels teixits.[12]

## Diagnòstic
La congelació es diagnostica en funció dels signes i símptomes descrits anteriorment, i per l'historial del pacient. Altres condicions que poden tenir un aspecte similar o que es produeixen al mateix temps inclouen:
- La congelació superficial o mínima és similar a la congelació, però sense formació de cristalls de gel a la pell. El blanquejament de la pell i l'adormiment s'inverteixen ràpidament després del reescalfament.
- Peu de trinxera és un dany als nervis i als vasos sanguinis que resulta de l'exposició a condicions fredes i humides (sense congelació). Això és reversible si es tracta d'hora.
- Els penellons són una inflamació de la pell per exposició a condicions humides i fredes (sense congelació). Poden aparèixer com a diferents tipus d'úlceres i butllofes.[13]
- El pemfigoide ampul·lar és una afecció que causa butllofes amb picor al cos que poden imitar la congelació.[14] No requereix exposició al fred per desenvolupar-se.
- La toxicitat del levamisol és una vasculitis que pot semblar semblant a la congelació.[14] És causada per la contaminació de cocaïna per levamisol. Les lesions de la pell poden semblar similars a les de la congelació, però no requereixen exposició al fred.

Les persones que tenen hipotèrmia sovint també tenen congelació. Com que la hipotèrmia posa en perill la vida, s'ha de tractar primer. Les exploracions amb Tecneci-99 o RM no són necessàries per al diagnòstic, però poden ser útils amb finalitats pronòstiques.

## Prevenció
La Wilderness Medical Society recomana cobrir la pell i el cuir cabellut, prendre una alimentació adequada, evitar calçat i roba constrictives i mantenir-se actiu sense causar esgotament. L'oxigen suplementari també pot ser útil a elevacions elevades. L'exposició repetida a l'aigua freda fa que les persones siguin més susceptibles a les congelacions. Les mesures addicionals per prevenir les congelacions inclouen:
- Evitant temperatures per sota de −23 °C
- Evitar la humitat, fins i tot en forma de suor i/o emol·lients
- Evitar l'alcohol i les drogues que perjudiquen la circulació o les respostes protectores naturals
- Capes de roba
- Ús d'aparells d'escalfament químics o elèctrics
- Reconeixement dels primers signes de congelació i congelació[4]

## Tractament
La pell afectada no ha de tocar objectes ni freds ni calents. Mantenir la zona afectada calenta. Els tractament s'han de fer en centres mèdics especialitzats. Els massatges, segons com es facin, poden ser perillosos. El reescalfament es pot fer per via passiva o per via activa

## Epidemiologia
Hi ha una manca d'estadístiques exhaustives sobre l'epidemiologia de les congelacions. Als Estats Units, les congelacions són més freqüents als estats del nord. A Finlàndia, la incidència anual era de 2,5 per 100.000 entre els civils, en comparació amb 3,2 per 100.000 a Mont-real. La investigació suggereix que els homes d'entre 30 i 49 anys corren el risc més alt, possiblement a causa de l'exposició laboral o recreativa al fred.

## Història
La congelació ha estat descrita a la història militar durant mil·lennis. Els grecs van trobar i discutir el problema de les congelacions ja l'any 400 aC. Els investigadors han trobat proves de congelació en humans que es remunten a 5.000 anys en una mòmia andina. L'exèrcit de Napoleó va ser el primer cas documentat de ferides massives per fred a principis del 1800. Segons Zafren, gairebé 1 milió de combatents van ser víctimes de congelació a la Primera i Segona Guerra Mundial i a la Guerra de Corea.